# رتق المنخرين
رتق المنخرين هو اضطراب خلقي يُولد به الطفل، حيث يكون الجزء الخلفي من الممر الأنفي (المنخر) مسدودًا، عادةً بسبب وجود نسيج عظمي أو غشائي غير طبيعي، نتيجة فشل في تطور الفتحة الطبيعية للتجاويف الأنفية أثناء النمو الجنيني. يؤدي هذا الاضطراب إلى سيلان أنفي  مزمن، وعند وجود انسداد في كلا المنخرين (رتق ثنائي)، فإنه يسبب انسدادًا في مجرى الهواء قد يؤدي إلى الزرقة ونقص الأكسجة.
يتم تشخيص رتق المنخرين بناءً على عدم القدرة على إدخال قسطرة أنفية، ونتائج الفحوصات الشعاعية (وخاصة الأشعة المقطعية). يهدف العلاج إلى الحفاظ على مجرى هوائي مفتوح، وقد يتضمن إجراء جراحي لإعادة فتحه، وربما تركيب دعامة. يُعد هذا الاضطراب نادرًا نسبيًا، حيث يصيب ما بين حالة واحدة لكل 7000 إلى 5000 ولادة حية. ويُلاحظ أنه أكثر شيوعًا لدى الإناث، وغالبًا ما يكون في جهة واحدة فقط.

## الصورة السريرية
يمكن أن يكون رتق المنخرين أحاديًا أو ثنائيًا:
- الرتق الأحادي قد لا يتم اكتشافه إلا في وقت لاحق من الحياة، لأن الطفل يستطيع التنفس من خلال فتحة واحدة. تكون الأعراض طفيفة، وتشمل سيلان أنفي مزمن (عادةً مخاط طبيعي) والتهاب الجيوب الأنفية المزمن.

- الرتق الثنائي يُعد حالة مهددة للحياة، لأن الطفل لن يتمكن من التنفس مباشرة بعد الولادة، إذ إن الأطفال حديثي الولادة يتنفسون غالبًا عن طريق الأنف. في بعض الحالات، يظهر ذلك على شكل زرقة أثناء الرضاعة، لأن الممرات الهوائية الفموية تكون مغلقة بواسطة اللسان، مما يزيد من الانسداد. وقد تتحسن الزرقة عندما يبكي الطفل، لأنه يستخدم الفم للتنفس.[3] هؤلاء الأطفال قد يحتاجون إلى إنعاش مجرى الهواء فورًا بعد الولادة.

### الحالات المرتبطة
يرتبط رتق المنخرين بزيادة احتمالية وجود مشكلات أخرى في مجرى الهواء، مثل:
- تليّن القصبة الهوائية
- تليّن الحنجرة
- تضيق ما تحت المزمار [3]
- كما قد يولد الأطفال المصابون برتق المنخرين مع تشوهات أخرى، منها:
- شق في القزحية
- عيوب قلبية وأمراض في الأوعية الدموية
- إعاقة ذهنية
- تأخر في النمو
- نقص تنسج الأعضاء التناسلية
- متلازمة تشارج [3]

وغيرها
كما أن أي حالة تُسبب انخفاضًا كبيرًا في جسر الأنف أو انكماشًا في منتصف الوجه قد تكون مرتبطة برتق المنخرين، مثل متلازمات تعظم الدروز الباكر، وتشمل: متلازمة كروزون، ومتلازمة فايفر، ومتلازمة تريتشر كولينز، ومتلازمة أبرت، ومتلازمة أنتلي-بيكسلر.

## السبب
يحدث رتق المنخرين نتيجة مشكلات في تطور التجويف الأنفي والحنك. يبدأ هذا التطور من خلايا العرف العصبي، وتقوم البنى الأمامية الأنفية بالالتفاف لتشكيل الحُفَر الأنفية. يجب أن يتمزق الغشاء الأنفي الفموي في مناطق معينة لتكوين المنخرين الخلفيين. وهناك عدة نظريات تحاول تفسير كيف يمكن لخلل في هذه العملية أن يؤدي إلى حدوث رتق.

### عوامل الخطر
لم تُحدد سوى عوامل خطر قليلة لحدوث رتق المنخرين. بشكل عام، يرتبط بارتفاع خطر الإصابة بعيوب خلقية أخرى، ويُلاحظ أن الرتق الثنائي يرتبط أكثر بهذه العيوب من الأحادي.
رغم أن السبب غير معروف، إلا أن هناك شبهات حول وجود محفزات وراثية وبيئية. إحدى الدراسات تشير إلى أن المواد الكيميائية التي تعمل كمُعطّلات للغدد الصماء قد تُعرّض الجنين للخطر. ففي دراسة وبائية عام 2012 على مادة "الأترازين" (وهي مبيد أعشاب شائع في الولايات المتحدة)، تبين أن النساء اللواتي عشن في مناطق ذات استخدام مرتفع لهذه المادة في تكساس كنّ أكثر عرضة بـ 80 مرة لإنجاب أطفال مصابين برتق أو تضيق في المنخرين مقارنةً باللواتي عشن في مناطق منخفضة التعرض.
وفي تقرير وبائي آخر عام 2010، وُجدت علاقة أقوى بين زيادة حالات رتق المنخرين والتعرض للتدخين السلبي، استهلاك القهوة، ارتفاع تناول الزنك وفيتامين B12 أثناء الحمل، وتناول أدوية لعلاج التهابات المسالك البولية. كما أن دواء "ميثيمازول" المضاد للغدة الدرقية ارتبط في حالات نادرة بحدوث رتق المنخرين إذا أُخذ خلال الثلث الأول من الحمل.

## الآلية المرضية
يتسبب رتق المنخرين في انسداد الفتحات الخلفية للممرات الأنفية. حوالي 30٪ من الحالات تشمل العظام فقط، بينما تشمل 70٪ العظم والنسيج الغشائي معًا. تشمل العظام المتأثرة: جسم العظم الوتدي، المِعْلاق، الناتئ الجناحي الإنسي للعظم الوتدي، والصفيحة الأفقية للعظم الحنكي.

## التشخيص

### القسطرة الأنفية
يُشتبه في رتق المنخرين إذا تعذر إدخال قسطرة عبر الأنف. يشير طول القسطرة الممكن إدخالها إلى موقع الانسداد: المسافات القصيرة تشير إلى مشكلة في المِعْلاق، أما المسافات الطويلة فتعني انسدادًا في المنخرين الخلفيين. يمكن إزالة المخاط باستخدام الشفط لرؤية التشوه.

### الفحوصات الاشعاعية
يتم تأكيد التشخيص عبر التصوير المقطعي المحوسب، وهو مفيد أيضًا لتحديد التشخيص التفريقي.

## العلاج

### تأمين مجرى الهواء
نظرًا لأن الرتق الثنائي حالة طارئة، فيجب تأمين مجرى الهواء. يمكن وضع أنبوب صغير يصل إلى البلعوم الحنجري، أو إجراء تنبيب رغامى. إذا تعذر إجراء الجراحة مباشرة بعد الولادة، فقد يكون إجراء فغر الرغامى هو الخيار الأفضل.

### الجراحة
يمكن استخدام الجراحة لإعادة فتح مجرى الهواء، خاصة في حالات الرتق الثنائي. وقد تُجرى من خلال التجويف الأنفي أو عبر الحنك عن طريق الفم. قد تُركب دعامة للحفاظ على بقاء المجرى الهوائي مفتوحًا، وقد يتم اللجوء إلى التوسيع المتكرر. يمكن استخدام التوجيه بالأشعة المقطعية أثناء الجراحة.

## الوبائيات
رتق المنخرين يُعد اضطرابًا نادرًا نسبيًا، وتتراوح نسبة حدوثه ما بين 1 لكل 7000 ولادة إلى 1 لكل 5000 ولادة.

## التاريخ
تم وصف رتق المنخرين لأول مرة من قبل روديرر عام 1755.